# Nagroda Cervantesa
Nagroda Cervantesa (hiszp. Premio Miguel de Cervantes, Premio Cervantes) – hiszpańska nagroda literacka, przyznawana za całokształt twórczości. Wręczana od 1976. Jej laureatem może zostać każdy pisarz tworzący w języku hiszpańskim, niezależnie od kraju pochodzenia. Nazywana jest „Noblem hiszpańskiego kręgu kulturowego”.
Nagrodę w wysokości 90000 euro funduje hiszpański minister kultury. Patronuje jej Miguel de Cervantes, autor barokowej powieści Don Quijote. Nagroda jest przyznawana w ostatnich miesiącach roku i wręczana 23 kwietnia roku następnego, w rocznicę śmierci Cervantesa, przez króla Hiszpanii w Alcalá de Henares, rodzinnym mieście wielkiego pisarza.

## Lista laureatów nagrody
| Rok     | Autor                                  | Pochodzenie |
| ------- | -------------------------------------- | ----------- |
| 1976    | Jorge Guillén                          | Hiszpania   |
| 1977    | Alejo Carpentier                       | Kuba        |
| 1978    | Dámaso Alonso                          | Hiszpania   |
| 1979[1] | Jorge Luis Borges                      | Argentyna   |
| 1979    | Gerardo Diego                          | Hiszpania   |
| 1980    | Juan Carlos Onetti                     | Urugwaj     |
| 1981    | Octavio Paz                            | Meksyk      |
| 1982    | Luis Rosales                           | Hiszpania   |
| 1983    | Rafael Alberti                         | Hiszpania   |
| 1984    | Ernesto Sábato                         | Argentyna   |
| 1985    | Gonzalo Torrente Ballester             | Hiszpania   |
| 1986    | Antonio Buero Vallejo(inne języki)     | Hiszpania   |
| 1987    | Carlos Fuentes                         | Meksyk      |
| 1988    | María Zambrano                         | Hiszpania   |
| 1989    | Augusto Roa Bastos                     | Paragwaj    |
| 1990    | Adolfo Bioy Casares                    | Argentyna   |
| 1991    | Francisco Ayala                        | Hiszpania   |
| 1992    | Dulce María Loynaz                     | Kuba        |
| 1993    | Miguel Delibes                         | Hiszpania   |
| 1994    | Mario Vargas Llosa                     | Peru        |
| 1995    | Camilo José Cela                       | Hiszpania   |
| 1996    | José García Nieto(inne języki)         | Hiszpania   |
| 1997    | Guillermo Cabrera Infante              | Kuba        |
| 1998    | José Hierro(inne języki)               | Hiszpania   |
| 1999    | Jorge Edwards(inne języki)             | Chile       |
| 2000    | Francisco Umbral                       | Hiszpania   |
| 2001    | Álvaro Mutis                           | Kolumbia    |
| 2002    | José Jiménez Lozano                    | Hiszpania   |
| 2003    | Gonzalo Rojas                          | Chile       |
| 2004    | Rafael Sánchez Ferlosio                | Hiszpania   |
| 2005    | Sergio Pitol                           | Meksyk      |
| 2006    | Antonio Gamoneda(inne języki)          | Hiszpania   |
| 2007    | Juan Gelman                            | Argentyna   |
| 2008    | Juan Marsé                             | Hiszpania   |
| 2009    | José Emilio Pacheco                    | Meksyk      |
| 2010    | Ana María Matute                       | Hiszpania   |
| 2011    | Nicanor Parra                          | Chile       |
| 2012    | José Manuel Caballero(inne języki)     | Hiszpania   |
| 2013    | Elena Poniatowska                      | Meksyk      |
| 2014    | Juan Goytisolo                         | Hiszpania   |
| 2015    | Fernando del Paso                      | Meksyk      |
| 2016    | Eduardo Mendoza                        | Hiszpania   |
| 2017    | Sergio Ramírez Mercado                 | Nikaragua   |
| 2018    | Ida Vitale[2]                          | Urugwaj     |
| 2019    | Joan Margarit i Consarnau(inne języki) | Hiszpania   |
| 2020    | Francisco Brines                       | Hiszpania   |
| 2021    | Cristina Peri Rossi                    | Urugwaj     |
| 2022    | Rafael Cadenas[3]                      | Wenezuela   |
| 2023    | Luis Mateo Díez[4]                     | Hiszpania   |
| 2024    | Álvaro Pombo[5]                        | Hiszpania   |